# Unidade da Esquerda Galega
Unidade da Esquerda Galega és una organització política gallega. Es va formar el 14 d'octubre de 1994 per antics militants del POG, Unidade Galega, PSG-Esquerda Galega i altres persones independents. Va arribar a comptar amb representació en el Parlament de Galícia, en ser elegit diputat Xosé Manuel Pazos dins de les llistes d'Esquerda de Galicia, en coalició amb PSdeG-PSOE, en les eleccions de 1997.
El partit es va refundar en 2006 de la mà de Lois Pérez Leira, membre de la CIG, per a presentar-se a les eleccions municipals de 2007 a Vigo junt amb Nós-Unidade Popular, formant la candidatura Vigo de Esquerdas, que va obtenir el 0,21% dels vots.
El partit va tornar a reactivar-se al començament de 2012 quan diversos militants del PSdeG-PSOE de la zona de Vigo van abandonar el partit i van entrar en l'organització. El juny de 2012 va celebrar una conferència política i va anunciar la seva incorporació en Máis Galiza i en el projecte de Compromiso por Galicia. Tanmateix, en l'Assemblea Nacional constituent d'ANOVA-Irmandade Nacionalista, Óscar Lomba va ser escollit membre de la Coordinadora Nacional i es va veure forçat a abandonar el Consell Polític Nacional de Compromiso por Galicia. Actualment la militància d'Unidade da Esquerda Galega es troba repartida entre Compromiso por Galicia i Anova-Irmandade Nacionalista, encara que tots van manifestar el seu desig de contribuir a la unitat de l'esquerra i el nacionalisme gallec.
Actualment els seus màxims dirigents són el exconcejal del PSG-EG en Vigo Marcial Amadro Martínez, com a president fundador i secretari d'organització, i Óscar Lomba, com a secretari general.